# جوینت

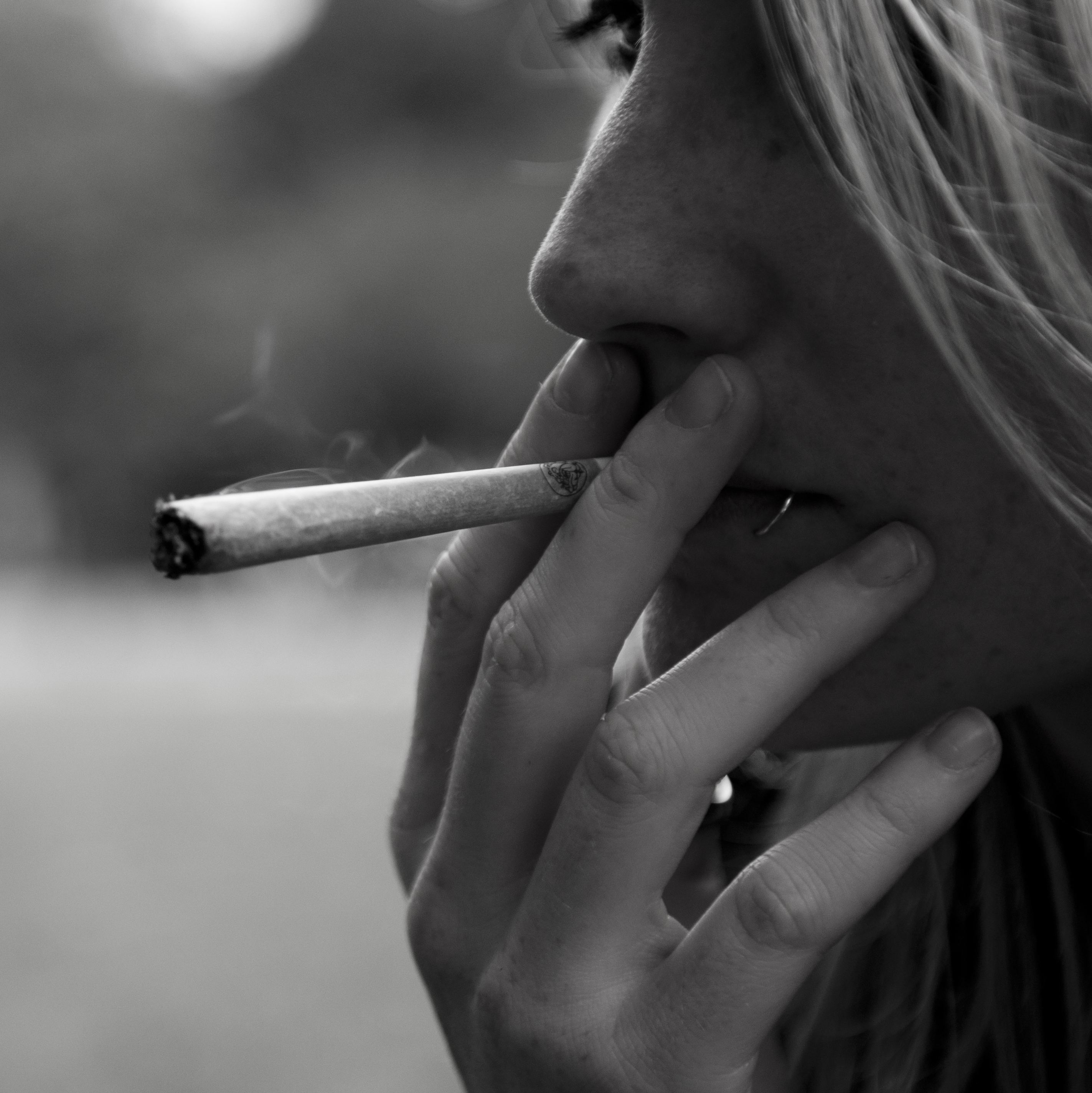
یک زن در حال کشیدن جوینت

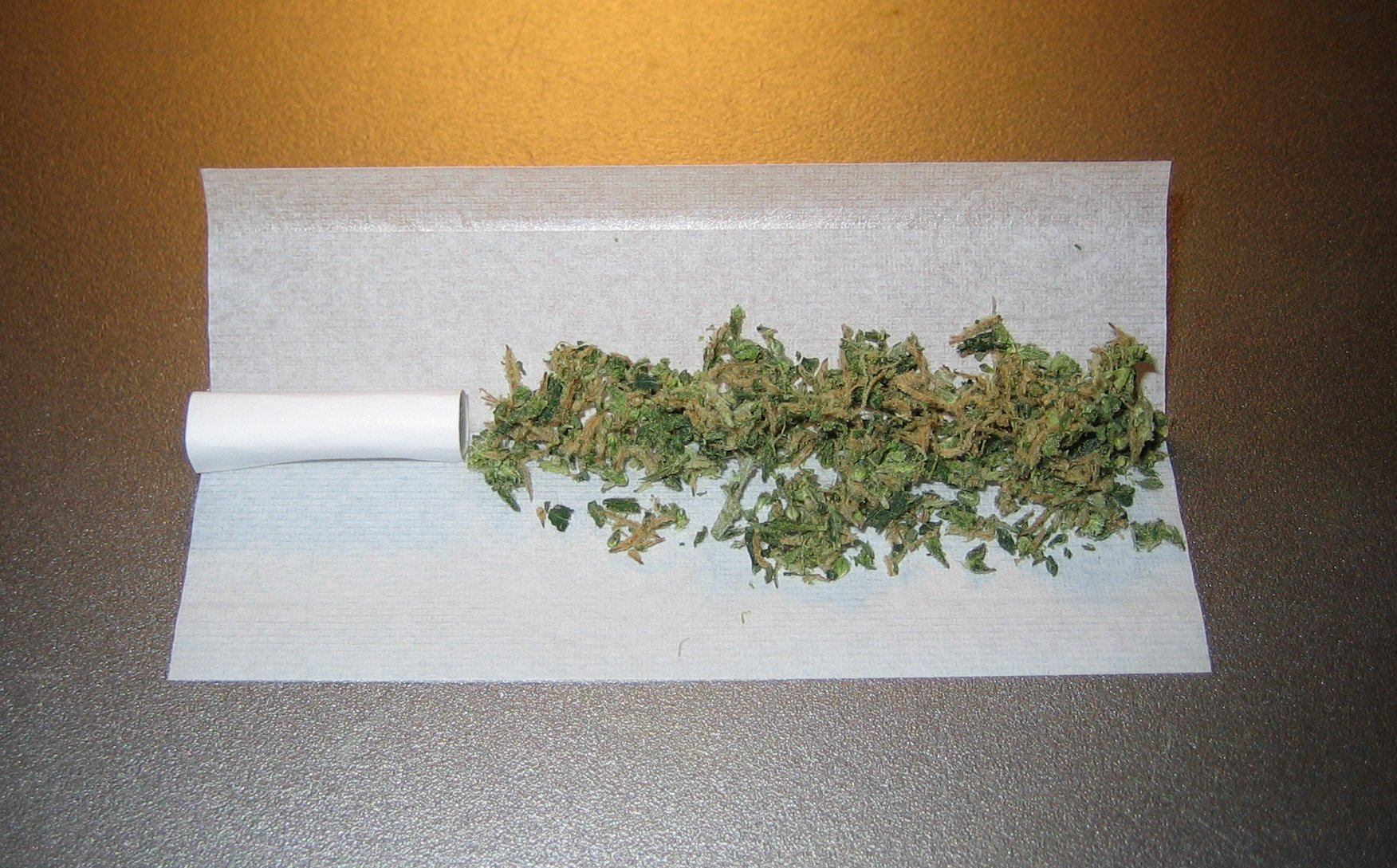
یک جوینت قبل از پیچیده شدن که از ماری‌جوانا، فیلتر (فیله) و یک کاغذ مخصوص در دور آن به نام پیپر تشکیل شده‌است.

جوینت (به انگلیسی: Joint) یا سیگاری به سیگار پیچیده‌شده از ماری‌جوآنا گفته می‌شود. برخلاف سیگارهای تنباکو، جوینت اغلب به صورت دست‌پیچ و با استفاده از کاغذپیچ (به انگلیسی: Rolling Paper) یا پیپر درست می‌شود. با این حال جوینت‌هایی که به وسیله ماشین پیچیده شدند نیز وجود دارند.
در برخی نقاط دنیا به جوینتی که با ترکیب ماری‌جوانا و تنباکو پیچیده شده باشد، اسپلیف (به انگلیسی: spliff) گفته می‌شود. با این وجود ممکن است این دو به یک معنی به کار گرفته شوند. به طور مثال اسپلیف در کشور جاماییکا به معنای سیگار ماری‌جوانایی است که هیچ تنباکویی ندارد.
وزن هر جوینت می‌تواند متفاوت باشد ولی عموماً بین ۰٫۲۵ تا ۱ گرم است و به اندازهٔ کاغذپیچ، میزان و نوع ماری‌جوانای استفاده‌شده بستگی دارد.